# Молотковая дробилка
Дробилка молотковая — механическая дробильная машина, применяемая для разрушения кусков, зёрен и частиц минерального сырья и аналогичных материалов, путём дробления породы ударами молотков, шарнирно закреплённых на быстро вращающемся роторе, а также методом разрушения кусков при ударах о плиты корпуса дробилки. Молотковый агрегат измельчает сырьё посредством молоточков, которые крепятся к прочному основанию.
К достоинствам молотковых дробилок можно отнести: простоту и удобство конструкции, удовлетворительную надежность, легкость, перманентность работы, высокие производительность и степень измельчения. Молотковые дробилки с колосниковыми решетками выдают куски размером не больше ширины щели между колосниками. 
К недостаткам молотковых дробилок отнесем: износ самих молотков; при обработке влажных материалов колосниковые решетки пачкаются; возможны поломки, если в дробилку попадает предмет, не поддающийся дроблению. Сложность в контроле размера частиц готового продукта. Для контроля размера частиц в большинство моделей встроены сита и решетки фильтрации. Но таким образом помимо частиц нужного размера в готовый продукт попадают и меньшие пылевидные фракции, а вследствие износа решетки неизмельчённые частицы. 

## Характеристики молотковых дробилок
- размеры ротора: диаметр — до 2000 мм, длина — до 3000 мм;
- размер наибольшего куска загружаемого материала — до 600 мм;
- ширина щели решётки — до 25 мм;
- производительность — до 1000 т/час;
- крупность дробленного материала — до 20 мм;
- мощность электродвигателя — до 1250 кВт;
- число оборотов — до 1000 об/мин.;
- габаритные размеры: длина — до 4000 мм, ширина — до 5500 мм, высота — до 3100 мм;
- масса дробилки — от 80 кг.

## Применение молотковых дробилок
- дробление промпродукта

## Рабочие инструменты молотковых дробилок
- корпус
- рама
- отбойная плита
- муфта предохранительная
- кожух муфты
- ротор
- электродвигатель

## Классификация молотковых дробилок
- однороторные нереверсивные молотковые дробилки с колосниковыми решётками;
- однороторные нереверсивные молотковые дробилки без колосниковых решёток;
- двухроторные молотковые дробилки с решётками;
- двухроторные реверсивные дробилки с решётками.